# Phan Ngọc Minh
Phan Ngọc Minh (sinh năm 1932), là cán bộ cấp cao trong Quân đội nhân dân Việt Nam, hàm Đại tá, Bác sĩ, nguyên là Chỉ huy trưởng Trung tâm nghiên cứu và sản xuất thuốc, Chủ nhiệm Labo máu, Học viện Quân y, Bộ Quốc phòng Việt Nam, Giám đốc Trung tâm Công nghệ sinh học Đông Nam Á, Giám đốc công ty công nghệ y sinh Hoà Lạc. Ông nổi tiếng với công trình nghiên cứu chế tạo thuốc kích thích cá đẻ nhân tạo (HCG) và đạm thủy phân tại Việt Nam.

## Thân thế sự nghiệp
Ông nguyên tên khai sinh là Đinh Bá Bạ, sinh ngày 23 tháng 8 năm 1932 tại Vũ Yển, Thanh Ba, Phú Thọ.
Thời thanh niên, ông nhập ngũ và trở thành một y tá quân đội, phục vụ ở chiến trường Nam Bộ trong thời kỳ Kháng chiến chống Pháp, được kết nạp Đảng Cộng sản Đông Dương khi vừa tròn 18 tuổi. Sau đó, ông được điều về làm nhiệm vụ chăm sóc sức khỏe riêng cho Tư lệnh Phân liên khu miền Đông Nam Bộ Trần Văn Trà.
Sau Hiệp định Geneve 1954, ông tập kết ra Bắc, được cử đi học quân y sĩ rồi học bác sĩ. Năm 1962, ông được cử đi học bổ túc tại Liên Xô, nhưng được gọi về nước trước thời hạn. Sau khi về nước, ông được phân công làm Chủ nhiệm Quân y Đoàn 95 (Đoàn cán bộ làm nhiệm vụ đặc biệt ở chiến trường ba nước Đông Dương năm 1963). Năm 1968, ông được cử đi học nâng cao tại Liên Xô, nhưng lại cũng có lệnh gọi về nước trước thời hạn, để về nhận nhiệm vụ đưa sinh viên năm cuối vào phục vụ chiến trường vào năm 1972.
Mặc dù quá trình học tập đứt đoạn, nhưng với khả năng tự nghiên cứu, ông đã tự trang bị cho mình một nền tảng kiến thức được đồng nghiệp tôn trọng. Trước khi nghỉ hưu, ông là Chỉ huy trưởng Trung tâm sản xuất thuốc, Học viện Quân y, hàm Đại tá.

## Công trình thuốc HCG
Ngay từ năm 1974, Bộ Thủy sản đã nhờ Quân y viện 103 thực hiện công trình tinh chế chế phẩm HCG, vốn thiếu trầm trọng do miền Bắc Việt Nam đang bị cấm vận và phong tỏa. Công trình được giao cho ông làm chủ nhiệm đề tài, thực hiện trong 2 năm 1974-1975. Tuy nhiên, sau khi nghiên cứu và bào chế thành công, có thể đưa vào sản xuất thì công trình bất ngờ bị cấm. Ông suýt bị kỷ luật vì đảng viên không được làm kinh tế.
Từ cuối năm 1997, do nhu cầu chế phẩm HCG tăng lên nhiều, các lãnh đạo ngành Thủy sản đã đề nghị ông giúp đỡ tái khởi động lại đề tài. Ông tham gia thành lập Trung tâm công nghệ sinh học Đông Nam Á và Công ty công nghệ y sinh Hoà Lạc, từng giữ vai trò Giám đốc, xây dựng lại hệ thống thu mua nguyên liệu và cơ sở sản xuất. Nhờ những cố gắng đó mà BS Minh đã sản xuất được một lượng thuốc HCG đáng kể giúp ngành Thủy sản. Thuốc HCG của BS Minh luôn đảm bảo chất lượng, giá thành chỉ bằng ½ thuốc nhập ngoại, nên được các cơ sở nuôi cá trong cả nước rất tín nhiệm, ngành Thủy sản trân trọng và đánh giá cao sự giúp đỡ của BS Minh. Chỉ tính 12 năm qua (từ năm 1999 đến năm 2011), BS Minh và cộng sự đã cung cấp cho ngành Thủy sản trên 900.000 lọ thuốc HCG (có năm chiếm tới ½ tổng số thuốc của toàn ngành sản xuất). Không ngừng nghiên cứu hoàn thiện các chế phẩm sinh học Công trình khoa học nghiên cứu tách chiết Gravohocmon (PMSG), Gammaglobulin và đạm thủy phân từ máu nhau thai và huyết thanh ngựa chửa của BS Minh đã được nghiệm thu từ những năm ông còn đang tại chức. Tuy vậy, một mặt do thiếu trang bị máy móc đồng bộ phục vụ nghiên cứu, một mặt do cơ chế nghiên cứu khoa học còn nhiều điều ràng buộc, nên việc thử nghiệm trên người và gia súc mới chỉ tiến hành được trong phạm vi nhất định. Khi ông nghỉ hưu cũng là lúc cơ chế hoạt động khoa học đã được tháo gỡ từng bước: nhà khoa học tự chịu trách nhiệm, tự chủ về tài chính, do đó kết quả nghiên cứu có thể chuyển giao ngay cho người sản xuất. Với thái độ thận trọng của người làm nghiên cứu khoa học, cũng như sự thẩm định khách quan của Cục thú y Trung ương, chế phẩm PMSG của BS Minh đã được cấp phép sản xuất. Chế phẩm đã được Viện khoa học kĩ thuật nông nghiệp, Viện chăn nuôi, Viện thú y Trung ương và hàng trăm hộ nông dân ở nhiều trại chăn nuôi các tỉnh Vĩnh Phúc, Hải Dương, Bắc Ninh, Hà Tây (cũ) v.v… dùng rất có hiệu quả cho gia súc chậm sinh sản. Qua sử dụng, các viện và cơ sở chăn nuôi đã kết luận: chế phẩm PMSG có tác dụng kích thích chức năng sinh sản của gia súc cái (kích thích trứng chín, rụng nhiều, tăng tỷ lệ thụ thai, tăng số con trên lứa đẻ và tăng số lứa đẻ trong năm). Chất lượng thuốc PMSG của BS Minh tương đương thuốc nhập ngoại, nhưng giá thành chỉ bằng 1/3, nên nó được nhiều người chăn nuôi tin dùng. Trong mười hai năm (1999 – 2011), Trung tâm đã sản xuất được 600.000 lọ PMSG cung cấp cho ngành chăn nuôi cả nước. Theo Tổng cục thống kê, hiện nay, nước ta có khoảng 2,5 triệu trâu, bò cái và khoảng 0,5 triệu con lợn nái, trong đó tỷ lệ chậm sinh sản là từ 25 đến 40%. Nếu trâu, bò và lợn chậm sinh sản được tiêm PMSG sẽ động dục và quá trình thụ tinh nhân tạo có kết quả, tiết kiệm được hàng trăm tỷ đồng mỗi năm. Cuối tháng 9 năm 2009, tại lớp tập huấn của Trung tâm phát triển chăn nuôi gia súc thuộc Sở Nông nghiệp và phát triển nông thôn Hà Nội, một lần nữa, chế phẩm PMSG và HCG của BS Minh được nhiều cán bộ thú y đánh giá cao về cả chất lượng và giá trị kinh tế. Tiến sĩ thú y Dương Đình Long – chuyên gia sinh sản vật nuôi – người cộng tác nhiều năm với BS Minh khẳng định: "Ở tất cả các cơ sở được mời đến giải quyết vấn đề chậm sinh sản trâu, bò, lợn, tôi đều dùng chế phẩm PMSG và HCG của BS Minh". Kết quả đó đã giúp hàng ngàn hộ nông dân ở nhiều tỉnh làm giàu từ chăn nuôi, góp phần đáng kể làm thay đổi cơ cấu ngành nông nghiệp. Cũng tại lớp tập huấn, ông Phùng Văn Thuật, thuộc Trạm thú y xã Phú Đông, huyện Ba Vì, Hà Nội vô cùng cảm ơn BS Minh vì chính có chế phẩm PMSG nên trong hai năm 2008 – 2009, ông đã chữa trâu, bò chậm sinh sản thành công cho nhiều hộ nông dân. Riêng nhà ông có bảy con bò cái không sinh sản (mua về từ lò mổ thịt), ông chữa và chúng đã sinh được 7 bê con. Ông nói kết quả trên không thể tính hết giá trị kinh tế mang lại trước mắt. Vì từ con bò không sinh sản phải cho vào lò mổ, giá chỉ khoảng 6 triệu đồng, nhưng khi nó sinh sản được, ta vừa có bê con, vừa có sữa và giá trị con bò mẹ đã lên tới 50,60 triệu đồng, ấy là chưa kể nó lại tiếp tục sinh sản ở chu kì sau…
Hữu xạ tự nhiên hương cuối những năm 80, Trung tâm ngựa giống Bá Vân (thuộc Bộ Nông nghiệp) gặp rất nhiều khó khăn từ cơ chế bao cấp chuyển sang hạch toán, đơn vị đứng trước nguy cơ có thể bị giải thế. Trung tâm đã chủ động mời BS Minh liên kết thực hiện dự án Nhà nước về lai tạo giống mới và nghiên cứu sản xuất các chế phẩm sinh học về con ngựa. Năm 2002 – 2003, Liên doanh đã hoàn thành xuất sắc dự án của Nhà nước về: "Lai tạo giống ngựa và hoàn chỉnh quy trình sản xuất PMSG". Từ đó trại ngựa Bá Vân có bước phát triển vững chắc: sản lượng khai thác huyết thanh ngựa chửa và hiệu quả kinh tế đều tăng lên từ 5 đến 7 lần so với trước khi liên doanh. Trại đã được Bộ Nông nghiệp và phát triển nông thôn quyết định đầu tư từng bước xây dựng trở thành: "Trung tâm nghiên cứu và phát triển chăn nuôi miền núi". Hiện nay BS Minh vẫn đang tiếp tục hợp tác chặt chẽ với Trung tâm mở rộng nghiên cứu và sản xuất các chê phẩm sinh học. Để phát huy kết quả nghiên cứu cũng như mở rộng phạm vi ứng dụng sản phẩm, năm 2008, BS Minh đã xin thành lập: Trung tâm công nghệ sinh học Đông Nam Á (nằm trong Hội Khoa học Đông Nam Á). Trung tâm đã tập hợp được nhiều cán bộ ngành Y, Dược và Thú y hoàn toàn tự nguyện tham gia. Phòng thí nghiệm của trung tâm đặt tại tòa nhà Vườn ươm doanh nghiệp, thuộc khu công nghệ cao Hòa Lạc. Năm 2009, Thứ trưởng Bộ Khoa học – Công nghệ và Môi trường Nguyễn Văn Lạng khi đến kiểm tra Trung tâm đã khẳng định: " Tôi đánh giá rất cao kết quả nghiên cứu trong nhiều năm của BS Minh. Điều quý nhất là kết quả đó đã chuyển thành sản phẩm được thương mại hóa cho xã hội sử dụng!". BS Minh cũng rất lưu tâm đến hai dòng sản phẩm được tách chiết từ huyết thanh ngựa là: Gammaglobulin (thuốc giúp tăng cường sức đề kháng cho con người) và viên đạm thủy phân giúp bổ sung amino acid cần thiết cho cơ thể. Kết quả nghiên cứu đã được thử nghiệm lâm sàng và đều được đánh giá có tác dụng tốt, nhưng do nhiều lý do khách quan và chủ quan, đến nay, Trung tâm mới chỉ được phép sản xuất viên đạm thủy phân, còn Gammaglobulin mới dừng ở mức sản xuất trong phòng thí nghiệm. Trung tâm cũng đang phối hợp với Công ty dược phẩm Haminh Techno sản xuất thực phẩm chức năng Phyamino-F1. Chế phẩm này hiện đã được phép lưu hành trên thị trường toàn quốc, có tác dụng tăng sức đề kháng cho người bệnh sau mổ, hoặc dùng hỗ trợ điều trị bệnh nhân ung thư…
Nghiên cứu, sản xuất và ứng dụng những chế phẩm sinh học vào cuộc sống là những công việc cuốn hút BS Minh dành hầu hết thời gian cho nó. Ngành Huyết học như cái duyên đã gắn bó với ông suốt cuộc đời, cả khi tại chức cũng như lúc đã nghỉ hưu. Hơn 50 năm miệt mài nghiên cứu và ứng dụng, đến nay, BS Minh thấy hướng đi của mình là hoàn toàn đúng và giải quyết được một phần những mong muốn của mình khi xưa: đã có viên đạm thủy phân điều trị bệnh nhân sốt rét suy kiệt, có các chế phẩm HCG, PMSG giúp ngành chăn nuôi và thủy sản phát triển. Ông rất vui vì hai dòng sản phẩm: Dinh dưỡng và Kích dục tố điều khiển quá trình sinh sản của gia súc do Trung tâm của ông nghiên cứu và sản xuất đều có thương hiệu trên thị trường, được các cơ sở điều trị, người chăn nuôi đón nhận, cũng như các cơ quan khoa học Nhà nước cấp chứng nhận chất lượng (1 Huy chương vàng, 1 Huy chương bạc và 3 Cúp vàng về chất lượng). Điều này như một động lực khiến BS Minh càng say mê làm việc mà không phải vì tăng thu nhập kinh tế.
Ông không chỉ là nhà nghiên cứu khoa học mà còn là một thầy thuốc chữa bệnh cứu người, luôn coi trọng cái tâm và tự biết thế nào là đủ, dù vẫn biết làm giàu chính đáng luôn được Nhà nước khuyến khích. Cho đến nay, ngoài sản xuất viên đạm thủy phân theo yêu cầu của các cơ sở điều trị, còn chủ yếu là cấp miễn phí. Các chế phẩm HCG, PMSG luôn giữ mức giá bằng ½, 1/3 thuốc ngoại. Vì thế, tiền bạc với ông không phải vấn đề trên hết. Niềm say mê của ông cũng không phải vì đi tìm danh lợi. Thực ra trước đây, BS Minh cũng từng trăn trở ít nhiều vì mỗi khi Hội đồng chức danh Học viện Quân y xét đặc cách phong học hàm, học vị, dù ông hoàn toàn có đủ điều kiện, nhưng một số đề tài khoa học do ông chủ trì đều thuộc "diện mật" nên không được phép công bố. Dù ông chỉ là BS, nhưng là một trong số những người có nhiều kết quả nghiên cứu được ứng dụng rộng rãi trong thực tế. Bởi thế, đồng nghiệp, bạn bè và đặc biệt là những người bệnh, người nông dân được thụ hưởng thành quả đều nói: "Ông đúng là nhà khoa học của cuộc sống!" Đã vào tuổi "xưa nay hiếm", sức khỏe không còn dẻo dai nữa, song điều đó càng thôi thúc BS Minh phải cố gắng để những kết quả nghiên cứu của mình ngày càng được ứng dụng rộng rãi hơn. BS Minh cho biết, nhu cầu dinh dưỡng cho người cao tuổi, người lao động nặng nhọc, các chiến sĩ ở các quân, binh chủng, đặc biệt là trẻ em suy dinh dưỡng còn rất lớn. Mặc dù các chế phẩm sinh học đã được Trung tâm cố gắng sản xuất nhiều, nhưng chỉ mới đáp ứng được một phần yêu cầu của xã hội. Gammaglobulin – thuốc tăng cường miễn dịch, phòng chống những bệnh tối nguy hiểm cho cộng đồng phải khẩn trương nghiên cứu, hoàn thiện quy trình đưa vào sản xuất… Chừng ấy công việc đòi hỏi ông và cộng sự phải bỏ nhiều thời gian và công sức hơn nữa. "Nhà khoa học của cuộc sống" hiện đã 80 tuổi đời, 60 năm tuổi Đảng. Năm 2011 vừa qua, ông được Đảng và Nhà nước tặng thưởng Huân chương Chiến công Hạng Nhất và cùng đồng đội ở Đoàn 95 vinh dự đón nhận danh hiệu đơn vị Anh hùng lực lượng vũ trang, vì những thành tích đặc biệt xuất sắc những năm 1960 – một bí mật đến nay mới biết. Điều đó đã lý giải ở ông một nghị lực phi thường vượt qua biết bao khó khăn, cản trở, chấp nhận thiệt thòi, kiên trì thực hiện bằng được ý tưởng khoa học đúng đắn.

## Công trình thuốc đạm thủy phân
Đạm thủy phân từ máu ngựa: là hỗn hợp 16 amino acid được tách chiết, tinh lọc theo một dây chuyền khép kín từ máu của những con ngựa sạch, khỏe mạnh đã được nghiên cứu và ứng dụng từ những năm 70 tại các bệnh viện quân y. Hội đồng nghiệm thu các công trình nghiên cứu về Đạm thủy phân trong hơn 20 năm đã kết luận: Đạm thủy phân có tác dụng hồi phục sức khỏe nhanh, tăng hồng cầu, huyết sắc tố, protein huyết thanh; làm cho các tổ chức hạt trên vết bỏng phát triển tốt, có tác dụng tốt với trẻ em suy dinh dưỡng, thương bệnh binh bị suy kiệt, tăng cường sức khỏe cho phi công quân sự, bộ đội đặc công,…. Đến nay, Đạm thủy phân từ máu ngựa đã được Đại tá, BS Phan Ngọc Minh - nguyên Chủ nhiệm Labo máu - Chỉ huy trưởng Trung tâm Nghiên cứu và sản xuất thuốc thực nghiệm - Học viện Quân y, nay là Giám đốc công ty TNHH Công nghệ Y sinh Hòa Lạc nghiên cứu sản xuất và Công ty cổ phần Dược phẩm Hà Tây độc quyền sử dụng làm nguyên liệu sản xuất sản phẩm Bosunamin - Đây là điểm khác biệt và vượt trội so với rất nhiều sản phẩm bổ dưỡng thông thường trên thị trường hiện nay.
Cơ chế tác dụng của Đạm thủy phân chính là tác dụng của các amino acid có trong đó. amino acid là đơn vị cấu trúc cơ bản của Protein (Protein là một phần cần thiết của tất cả các tế bào sống trong cơ thể). amino acid còn tham gia vào nhiều quá trình chuyển hóa quan trọng của cơ thể như tổng hợp các chất dẫn truyền thần kinh, đổi mới các sợi cơ bắp,…và cho phép các vitamin, khoáng chất thực hiện đúng chức năng của nó. Ngay cả khi Vitamin và khoáng chất được hấp thu vào cơ thể chúng cũng không thể có hiệu lực trừ khi có mặt của các amino acid cần thiết. Trong cơ thể người gan sản xuất khoảng 80 phần trăm các amino acid, 20 phần trăm còn lại được lấy từ bên ngoài vào gọi là các amino acid thiết yếu. Có tám loại amino acid thiết yếu liên kết chặt chẽ với nhau, kích thích cơ thể phát triển mạnh mẽ gồm có: Valin, Leucin, Isoleucin, Threonin, Methionin, Lysin, Phenylalanin, tryptophan, riêng trẻ em còn có thêm 2 amino acid nữa: Arginin và Histadin. Nếu thiếu một trong những amino acid cần thiết sẽ dẫn đến rối loạn cân bằng đạm và rối loạn sử dụng các amino acid còn lại. Điều này sẽ dẫn đến thiếu Protein gây ra các vấn đề cho cơ thể. Những amino acid này phải được bổ sung từ bên ngoài vào thông qua những sản phẩm thực phẩm từ thiên nhiên như thức ăn, nước uống là tốt nhất. Tuy nhiên, việc bổ sung qua ăn uống gặp rất nhiều khó khăn trong trường hợp: trẻ em kém ăn, người không ăn được, người tiêu hóa kém,….hàm lượng amino acid thấp do nhiệt phân hủy…. vì các Protein (thịt, trứng, cá,…) khi vào được ăn vào phải trải qua một quá trình tiêu hóa khắt khe để cuối cùng chuyển hóa thành các amino acid hấp thu vào cơ thể. Trong khi đó Đạm thủy phân từ máu ngựa lại đảm bảo: Cung cấp đầy đủ amino acid thiết yếu tự nhiên, giúp cơ thể hấp thu toàn vẹn amino acid thiếu hụt, công thức tự nhiên an toàn hiệu quả nhằm bổ sung hàng ngày các amino acid cho sự phát triển cân bằng của cơ thể.
Đạm thủy phân từ máu ngựa - nguồn dinh dưỡng quý đã được Đại tá Phan Ngọc Minh nghiên cứu ứng dụng từ những năm chiến tranh để tăng cường sức khỏe cho các thương bệnh binh, trẻ em suy dinh dưỡng. Sản phẩm Bosunamin và Bosunamin Kids chứa đạm thủy phân từ máu ngựa của Dược Hà Tây đã đồng hành và cùng bác sĩ Minh thực hiện tâm nguyện chăm sóc sức khỏe cộng đồng, nâng cao sức khỏe học tập cho trẻ em và người già.

## Gia đình
Gia đình của ông đã có 3 đời cùng học tập và cống hiến trong ngành Y. Vợ ông là Đinh Thị Phương Thảo (đã mất), cũng là một bác sĩ quân y. Con gái duy nhất của ông bà là Phó giáo sư, Tiến sĩ, Bác sĩ cao cấp, Thầy thuốc Ưu tú Phan Việt Nga, hiện là Trưởng khoa Nội thần kinh - Bệnh viện 103, hàm Đại tá. Con rể của ông là Thiếu tướng GS.TS, Nhà giáo ưu tú, Bác sĩ cao cấp Lê Trung Hải, Phó Cục trưởng Cục Quân y, Bộ Quốc phòng. Hai người cháu ngoại của ông cũng theo ngành y và học tập tại Học viện Quân y. Thông gia của ông là Lê Thế Trung, Thiếu tướng, Giáo sư, Tiến sĩ khoa học, Anh hùng lực lượng vũ trang nhân dân, Thầy thuốc Nhân dân, nguyên là Giám đốc Học viện Quân y, Viện trưởng Viện Quân y 103, Viện trưởng đầu tiên Viện Quân y 6, Giám đốc sáng lập Viện Bỏng Quốc gia, Chủ tịch danh dự Hội Ghép tạng Việt Nam, Chủ tịch danh dự Hội Bỏng Việt Nam.

## Khen thưởng
- Huân chương Lao động hạng Ba.
- Huân chương Chiến công hạng Nhất.
- Huy hiệu 65 năm tuổi Đảng và nhiều danh hiệu cao quý khác.